# USS Triton (SSRN-586)
USS Triton (SSRN-586) byla radarová jaderná ponorka námořnictva Spojených států amerických z doby studené války. Její konstrukce byla optimalizována pro rychlou plavbu na hladině, přičemž ponorka měla stačit svazům letadlových lodí, které by varovala před leteckým útokem. V operační službě byla v letech 1959–1969. Triton měla být první ze série jaderných radarových ponorek, tato koncepce se však neosvědčila (úspěšnější byly roku 1958 zařazené palubní letouny včasné výstrahy Grumman E-1 Tracer) a ponorka byla roku 1961 reklasifikována na útočnou (SSN-586). Nepraktické velké plavidlo s vysokými provoznými náklady bylo vyřazeno už roku 1969.
Ve své době se jednalo o největší ponorku na světě. Měla také primát nejdelší americké ponorky (až v 80. letech ji překonala raketonosná třída Ohio). Jako první americká ponorka měla tři paluby. Triton byl také první ponorkou, která obeplula zeměkouli pod hladinou bez vynoření. Byla to poslední americká ponorka, která měla dva lodní šrouby a záďové torpédomety.

## Stavba

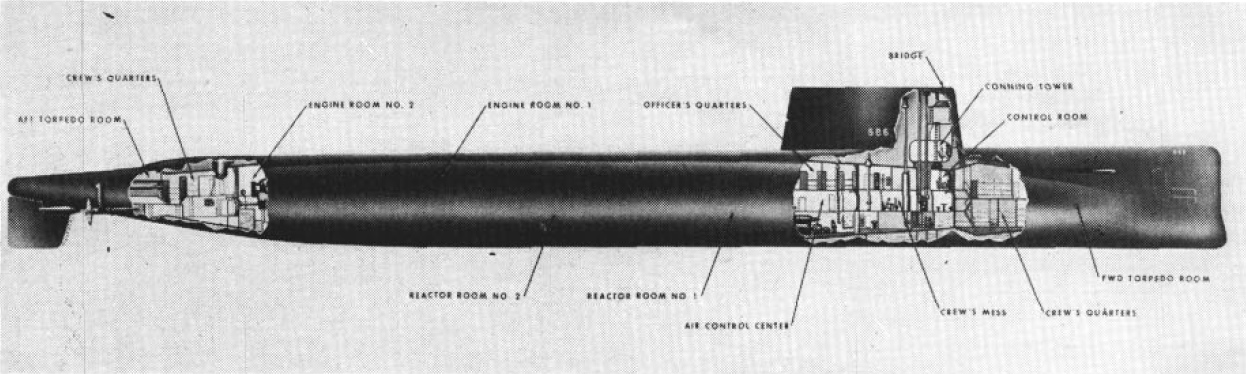
Dobový průřez ponorkou Triton

Stavbu ponorky provedla loděnice General Dynamics Electric Boat (součást koncernu General Dynamics) v Grotonu ve státě Connecticut. Stavba byla zahájena 29. května 1956, trup byl na vodu spuštěn 19. srpna 1958 a hotová ponorka byla uvedena do služby 10. listopadu 1959.

## Konstrukce

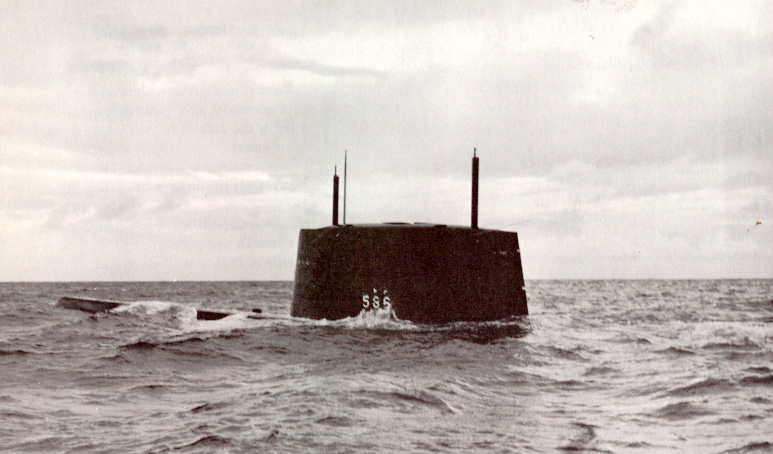
Triton během plavby kolem světa

Ponorka na věži nesla zatahovatelný vyhledávací radar BPS-2, aktivní sonar BSQ-4 a pasivní sonar BQR-2. Byla vyzbrojena šesti 533mm torpédomety (čtyřmi na přídi a dvěma na zádi). Systém řízení palby byl typu Mk 101. Pohonný systém tvořily dva reaktory S4G a dvě turbíny, pohánějící dva pětilisté lodní šrouby. Pohonný systém měl na šroubu výkon 34 000 hp. Nejvyšší rychlost dosahovala 25 uzlů na hladině a 22 uzlů pod hladinou.

## Operační služba

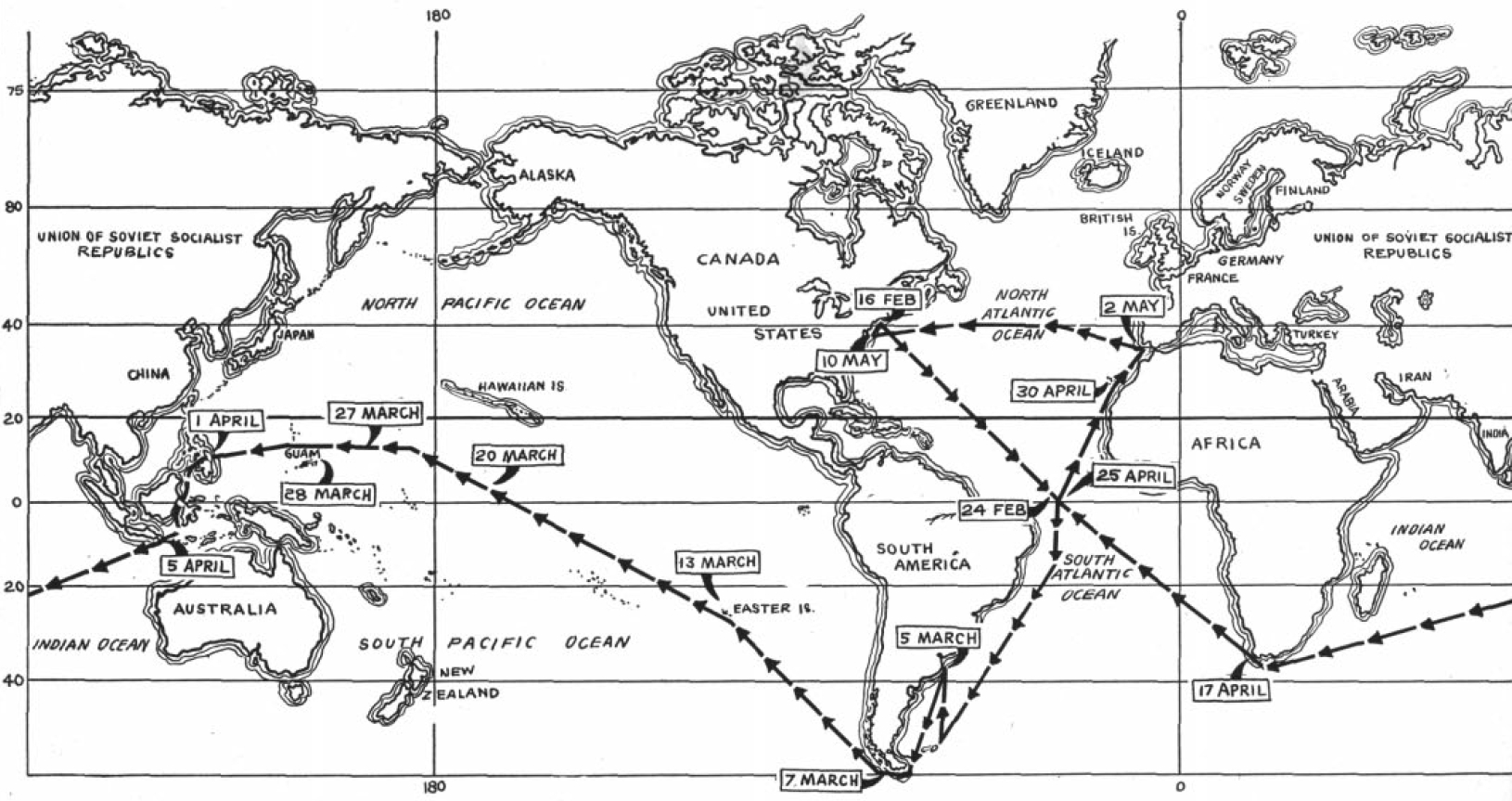
Trasa plavby kolem světa

Triton byl první ponorkou, která obeplula zeměkouli pod hladinou bez vynoření. Stalo se tak od 16. února 1960 do 10. května 1960 v rámci operace Sandblast. Ponorka pod hladinou urazila 41 500 námořních mil. Po úspěšném dokončení mise byly ponorka a její posádka oceněny prezidentskou citací Dwighta D. Eisenhowera.
Dne 1. března 1961 byl Triton reklasifikován na útočnou ponorku. V letech 1962–1964 prošel modernizací a výměnou paliva. Do roku 1967 byl vlajkovou lodí atlantických ponorkových sil (COMSUBLANT).

## Vyřazení

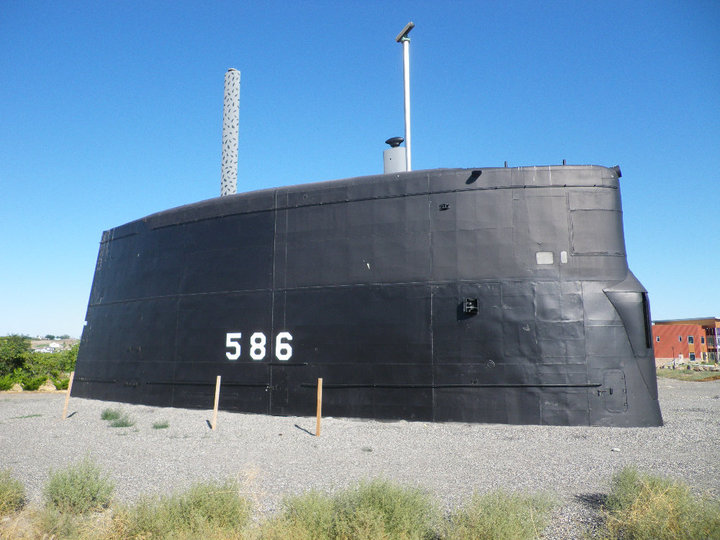
Dochovaná věž ponorky

Ponorka byla ze služby vyřazena 3. května 1969 na námořní základně New London ve státě Connecticut. Stala se tak první americkou jadernou ponorkou vyřazenou ze služby. Poté se nacházela v rezervě. Z námořního registru byla vymazána 30. dubna 1986. Poté byla odtažena na základnu Puget Sound Naval Shipyard v Bremertonu ve státě Washington, kde čekala na recyklaci. Likvidace ponorky byla dokončena v roce 2009. Oddělená velitelská věž ponorky byla umístěna v USS Triton Submarine Memorial Park v North Richlandu ve státě Washington.